# احمد جنتی
احمد جنتی لادانی (زادهٔ ۳ اسفند ۱۳۰۵) سیاستمدار و روحانی شیعهٔ ایرانی است که به‌عنوان عضو فقیه و دبیر شورای نگهبان فعالیت می‌کند. جنتی از دوره اول شورای نگهبان در سال ۱۳۵۹ به‌عنوان عضو فقهای این نهاد منصوب شد و از سال ۱۳۷۱ دبیری شورا را بر عهده داشته است.
وی از سال ۱۳۶۰ تا ۱۴۰۰ دبیر شورای هماهنگی تبلیغات اسلامی و از بدو تأسیس ستاد احیای امر به معروف و نهی از منکر در سال ۱۳۷۲ تا اسفند ۱۳۹۶، رئیس این ستاد بوده است. احمد جنتی نخستین فردی بود که با حکم سید علی خامنه‌ای در ۱۴ فروردین ۱۳۷۱ به امامت جمعه موقت تهران منصوب شد. جنتی در سال‌های اخیر حضور کمرنگی در سخنگاه نماز جمعه داشت و آخرین حضور او در نماز جمعه در ۱۹ شهریور ۱۳۹۵ بود. وی در پنجمین دوره مجلس خبرگان رهبری در رقابت با سید محمود هاشمی شاهرودی و ابراهیم امینی با ۵۱ رأی رئیس مجلس خبرگان شد و از سال ۱۳۹۵ تا ۱۴۰۳ ریاست مجلس خبرگان رهبری را بر عهده داشت.
جنتی و طول عمر او یکی از سوژه‌های جوک و طنز در ایران است. وی توسط وزارت خزانه‌داری ایالات متحده آمریکا در اسفند ۱۳۹۸ به‌دلیل «جلوگیری از انتخابات آزاد» در لیست تحریم آمریکا قرار گرفت.

## تولد و تحصیل
احمد جنتی لادانی در ۳ اسفند ۱۳۰۵ روستای لادان، واقع در سه کیلومتری غرب اصفهان متولد شد. او تنها فرزند خانواده است؛ پدرش روحانی بود و مادرش جلسات مذهبی برپا می‌کرد. خانوادهٔ او وضع مالی خوبی نداشتند.
به دلیل نبود مدرسه در منطقهٔ زندگی او، به مکتب‌خانه رفت و خود نیز اندکی از دروس جدید را مطالعه کرد و بعدها در قم مقداری زبان انگلیسی فرا گرفت. دوره ادبیات عرب و مقدمات سطح را تا سال ۱۳۲۴ در حوزه علمیه اصفهان خواند. پس از تکمیل مقدمات و طی کردن برخی از دروس سطح، به حوزه علمیه قم آمد. با ورود به قم به تکمیل دروس دوره سطح پرداخت و در درس خارج سید حسین طباطبایی بروجردی و سید روح‌الله خمینی شرکت کرد و در این مدت در بحث‌های اخلاق و تفسیر نیز حضور یافت. جنتی از نظر تحصیلات حوزوی دارای درجهٔ اجتهاد است.

## فعالیت‌های سیاسی

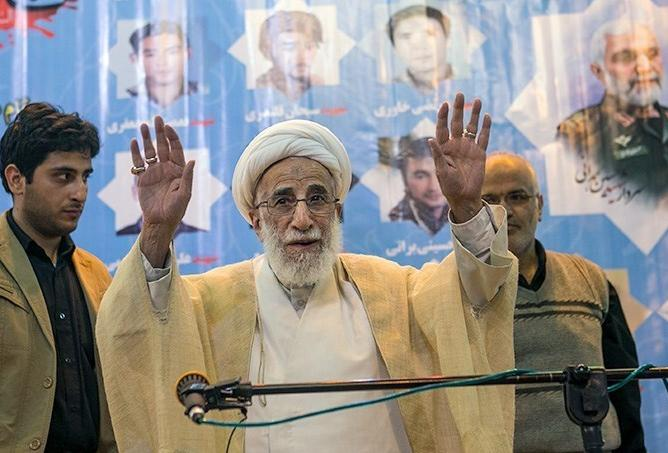
سفر جنتی به ورامین، ۴ اسفند ۱۳۹۴ هم‌زمان با تبلیغات انتخابات خبرگان پنجم

جنتی فعالیت سیاسی خود را از سال ۱۳۴۲ آغاز کرد. پیش از پیروزی انقلاب ۱۳۵۷ ایران، در سخنرانی‌ها، اجتماعات عمومی و جلسات خصوصی همواره به تبلیغ ضد حکومت پهلوی می‌پرداخت و دیگران را به پیروی از راه سید روح‌الله خمینی دعوت می‌کرد. در درون حوزه، در ملاقات با علما و مراجع، آن‌ها را از آخرین اخبار حرکت انقلابی خمینی و مردم با خبر می‌ساخت. او با عضویت در جامعه مدرسین حوزه علمیه قم، به برنامه‌ریزی هماهنگ برای برپایی راهپیمایی‌ها، نوشتن اعلامیه‌ها و ارتباط با دیگر مراکز مرتبط با نهضت خمینی همانند جامعه روحانیت مبارز می‌پرداخت و ارتباط خود را با خمینی حفظ می‌کرد تا از آخرین فعالیت‌های مبارزاتی در قم، نجف و دیگر شهرها اطلاع پیدا کند. وی همچنین به مدت چهارده سال به تدریس در مدرسه حقانی مشغول بود. او بارها در قم، رفسنجان و جزیره خارک مورد تهدید و تعقیب رژیم شاه قرار گرفت و چند بار در قم بازداشت شد. او سه نوبت به زندان رفت و مجموعاً سه ماه زندانی شد و یک بار هم دستگیر و به مدت سه سال به اسدآباد همدان تبعید شد.

### دادگاه انقلاب
اولین مسئولیت او پس از انقلاب، قضاوت در دادگاه انقلاب بود و محکومان را محاکمه می‌کرد. به نقل از کتاب خاطرات صادق خلخالی، جنتی اوایل انقلاب حکمی مشابه حکم او از سوی خمینی دریافت کرد، مبنی بر محاکمهٔ آنچه که وی «مجرمین طاغوتی» خوانده است و جنتی نیز حکم مزبور را اجرا کرد و «در اهواز و تهران، چند نفر از طاغوتیان را محاکمه و به اعدام محکوم کرد». خود جنتی در گفتگو با برنامه شناسنامه در خصوص اعدام‌های اول انقلاب و در پاسخ به این سؤال که آیا در آن زمان احتمال اشتباه در قضاوت‌ها وجود نداشت یا اصول کلی را می‌دانست؟ گفت: «اصول کلی را می‌دانستیم و این امر مسلم بود که افراد رژیم باید محاکمه شوند؛ این محاکمه تابع مقدار جرم آن‌ها بود؛ افراد رژیم سابق به صورت برخی زندان، برخی شلاق و برخی اعدام محاکمه می‌شدند. در برخی مسائل نیز با امام در ارتباط بودیم. برخی جاها می‌ماندیم مثلاً من از حضرت امام سؤال کردم که ما چه کسانی را می‌توانیم اعدام کنیم، ایشان مطلبی فرمودند و گفتند این گونه کار کنید. خیلی وقت‌ها زیر نظر ایشان عمل می‌کردیم.» او در سال ۱۳۵۸ با حکم خمینی وارد شورای نگهبان شد.

### امامت جمعه تهران
جنتی در سال ۱۳۸۳ خواهان کناره‌گیری از امامت جمعه تهران شد و از علی خامنه‌ای، رهبر جمهوری اسلامی، خواست که با این درخواست موافقت کند. او در ۲۰ اسفند ۱۳۹۶ از امامت جمعه موقت تهران استعفا کرد، که در پی آن خامنه‌ای با استعفای او موافقت کرد.

### ریاست مجلس خبرگان رهبری
جنتی در سال ۱۳۸۶ در انتخابات ریاست مجلس خبرگان از اکبر هاشمی رفسنجانی شکست خورد. وی در سال ۱۳۹۴ در انتخابات دوره پنجم مجلس خبرگان رهبری شرکت کرد و تنها فرد خارج از لیست ائتلاف فراگیر اصلاح طلبان: گام دوم بود که با قرارگیری در جایگاه شانزدهم (آخرین نمایندهٔ برگزیده) در تهران، به این مجلس راه یافت. با این وجود در نخستین جلسهٔ مجلس خبرگان کاندیدای ریاست این مجلس شد و با کسب ۵۱ رأی توانست ریاست این مجلس را بر عهده بگیرد.

### سایر سمت ها
- رئیس سازمان تبلیغات اسلامی
- دبیر شورای هماهنگی تبلیغات اسلامی
- دبیر ستاد احیای امر به معروف و نهر از منکر
- عضو حقیقی مجمع تشخیص مصلحت نظام

### تحریم
جنتی در ۲۰ فوریه ۲۰۲۰ توسط وزارت خزانه‌داری آمریکا به همراه چهار عضو دیگر شورای نگهبان ایران، به‌دلیل «جلوگیری از انتخابات آزاد» در ایران تحریم شد. نمایندهٔ ویژهٔ امور ایران در وزارت خارجه آمریکا، برایان هوک در این‌باره گفت: «انتخابات فردا فرمایشی است. نتایجش از قبل در جای دیگری تعیین شده… و کسانی چون احمد جنتی که هرگز با رای مردم انتخاب نشده و دهه‌هاست که به رد صلاحیت نامزدها می‌پردازد در این مسیر نقش محوری دارد.» جنتی در واکنش به تحریم خود، این تصمیم خزانه‌داری ایالات متحده آمریکا را مورد تمسخر قرار داد و گفت: «به این فکر می‌کنم این‌همه پول‌هایی که در صندوق‌های آمریکا می‌ریزیم را چه کار کنیم! این‌همه در بانک‌های آمریکا پول ریختیم حالا نمی‌شود آن‌ها را برداشت کنیم. بعد هم نمی‌توانیم آن‌جا به جشن کریسمس برویم و شرکت کنیم!»

## خانواده
جنتی در سال ۱۳۲۷ هنگام طلبگی با صدیقه مظاهری جان‌نثاری ازدواج کرد. او صاحب چهار فرزند پسر علی، حسن، حسین و محمد شد. مظاهری جان‌نثاری در ۶ فروردین ۱۳۹۴ به‌دلیل کهولت سن و ایست قبلی درگذشت. او در سال ۱۳۹۶ بار دیگر ازدواج کرد. همسر دوم او در آبان ۱۴۰۲ درگذشت.
- حسین جنتی پس از اعلام جنگ مسلحانهٔ مجاهدین خلق علیه جمهوری اسلامی ایران، به حمایت از این سازمان برخاست و همراه با همسرش فاطمه سروری به زندگی مخفی روی آورد تا اینکه بالاخره در ۲۳ خرداد سال ۱۳۶۱ در حملهٔ سپاه پاسداران کشته شد. احمد جنتی، عاصف (محسن) پسر حسین و نوهٔ خود را بزرگ کرد که محسن نیز در ۱۸ سالگی و سال ۱۳۷۵ و حین امر به معروف و نهی از منکر به عنوان بسیجی در یک سانحه رانندگی کشته شد.[۲۷][۱۴]
- علی جنتی نیز از همراهان محمد منتظری در مبارزات مسلحانه در پیش از انقلاب ۱۳۵۷ بوده است و پس از انقلاب در دوره‌های مختلف ریاست صدا و سیمای استان خوزستان، استانداری خوزستان، استانداری خراسان، ریاست دفتر هاشمی رفسنجانی، سفیر ایران در کویت، معاونت سیاسی وزیر کشور در دوره احمدی‌نژاد به عهده داشته است و در دوره حسن روحانی وزیر فرهنگ و ارشاد شد.[۲۸] او که از حامیان هاشمی رفسنجانی است، در دوره ریاست جمهوری احمدی‌نژاد سفیر ایران در کویت بود که در سال ۱۳۸۹ از این مقام برکنار شد.[۲۹]
- حسن جنتی دیگر پسر او در دیار پدری (لادان اصفهان) به نجاری مشغول است.
- محمد جنتی نیز کارمند سازمان تبلیغات اسلامی تهران است؛ وی پیش از این به شغل برق‌کاری مشغول بوده است.[۳۰]

## دیدگاه‌ها
انتخابات دهم ریاست جمهوری
وی طی انتخابات دهم ریاست جمهوری و حوادث پس از آن، به جانبداری آشکار از احمدی‌نژاد پرداخت و به شدت علیه هاشمی رفسنجانی، میرحسین موسوی و خاتمی موضع‌گیری کرد و آن‌ها را متهم به طراحی انقلاب مخملی کرد.

در مرداد ۱۳۸۹ طی یک سخنرانی در مسجد جمکران قم، مخالفان دولت را متهم به دریافت کمک مالی از آمریکا کرد. او گفت: 
«سندی را به دست آورده‌ام مبنی بر اینکه ایالات متحده آمریکا از طریق عربستان سعودی یک میلیارد دلار به «سران فتنه» داده است. همین سعودی‌ها که به نمایندگی از طرف آمریکا صحبت می‌کردند، (به سران فتنه) گفتند که اگر توانستید نظام را منقرض کنید، تا پنجاه میلیارد دلار دیگر هم می‌دهیم، اما خداوند این فتنه را به دست بندگان صالحش خاموش کرد.»
مهدی کروبی در واکنش به این سخنان نامه‌ای سرگشاده نوشت و اعلام نمود که از او به مراجع قضایی شکایت خواهد کرد. او در این نامه نوشت:
«اتهام بهتانی که به سران ـ به قول خودتان ـ «فتنه» زده‌اید که از سعودیها پول گرفته‌اند تا نظام را منقرض نمایند، اولاً از شما شکایت می‌کنم، آن هم در محاکم جمهوری اسلامی، اگر چه امیدی به رسیدگی ندارم؛ و ثانیاً این نامه را می‌نویسم تا بدانید به آنچه گفته‌اید اعتراض دارم.»
سازمان مجاهدین انقلاب اسلامی در بیانیه‌ای خواستار رسیدگی قضایی به این اتهام شد. در این بیانیه آمده:
«ما نه تنها انتظار، بلکه اصرار داریم که آقای جنتی سند ادعایی خود را منتشر و برای پیگیری و اثبات ادعای خود رسماً به دادگاه شکایت کند.»
علی مطهری نماینده اصولگرای مجلس از جنتی خواست که اسناد مربوط به این کمک مالی را به دستگاه قضایی و کمیسیون اصل نود مجلس ارائه کند. همچنین مطهری گفت:
«اگر مستندی برای ادعای آقای جنتی وجود نداشته باشد، مصداق بارز افتراء خواهد بود.»
میرحسین موسوی و مهدی کروبی در یک نامه مشترک به مراجع تقلید از سخنان جنتی شکایت نموده و کهولت سن او را دلیل ناتوانی ذهنی او دانستند:
«با توجه به سخنان و رفتار آیت‌الله جنتی می‌توان وی را یکی از دشمنان اصلی حاکمیت مردم بر مردم در ایران دانست. ایشان علاوه بر این همانند آیت‌الله مصباح یزدی هیچ حقی برای مردم در انتخاب سرنوشت خویش قایل نیست».
وی همچنین در اظهارنظری در سال ۱۳۹۳، میرحسین موسوی و مهدی کروبی را محکومان قطعی به اعدام دانست که تاکنون زنده مانده‌اند.

جنتی در ۴ بهمن ۹۳ در مقابل علی مطهری و همراهان او که خواهان رفع حصر غیرقانونی (مخالف با قانون اساسی) کروبی و موسوی بودند گفت:
«اگر چهار آدم عوضی شروع به حرف زدن در این زمینه کنند آیا این حرف ۷۵ میلیون نفر ایرانی است؟»
پیروان سایر ادیان
احمد جنتی در حین بازدید از مراسم نخستین یادواره سرداران شهید که در آبان ۱۳۸۴ برگزار شده بود، در سخنانی پیروان سایر ادیان را حیواناتی توصیف کرده بود که در زمین می‌چرند و فساد می‌کنند. این اظهارنظر توهین‌آمیز با واکنش کوروش نیکنام، نماینده زرتشتیان در مجلس هفتم روبرو شد که از جانب خودش از اقلیت‌های مذهبی ایران تقاضای عذرخواهی کرده بود و متذکر شده بود در اصل ۱۳ قانون اساسی جمهوری اسلامی ایران پیروان ادیان مسیحی، کلیمی و زرتشتی در ایران به رسمیت شناخته می‌شوند و دارای حقوق شهروندی هستند.

بنز سواری ارکان نظام
جنتی در نماز جمعه ۲۷ اردیبهشت ۱۳۹۲ در خصوص نامزدان انتخابات ریاست‌جمهوری ایران (۱۳۹۲) اظهاراتی را ایراد کرده بود که با واکنش برخی سیاستمداران مواجه شده بود که این سخنان را تعرض‌آمیز دانسته بودند. وی در این سخنان بیان کرده بود: «رئیس‌جمهور باید ساده‌زیست باشد. نمی‌شود فردی با بنز بیاید و برود؛ فردی که چنین ماشینی سوار شود و خانه آنچنانی داشته باشد نمی‌تواند درد مردم را بفهمد. اینچنین فردی اصلاً معنی گرسنگی را نمی‌فهمد و نمی‌توان به وی رای داد.» با توجه به حضور اکبر هاشمی رفسنجانی در آخرین روز ثبت‌نام انتخابات در وزارت کشور که با خودروی بنز در محل حاضر شده بود، سخنان جنتی را خطاب به او تلقی کرده‌اند. رد صلاحیت هاشمی رفسنجانی توسط شورای نگهبانی که سمت دبیری آن را احمد جنتی بر عهده دارد، این شائبه را تقویت کرد.

دانشجویان دختر مانتویی
در ۳۱ شهریور ۱۳۹۲ وی در سخنرانی‌اش در نماز جمعه کارمندان دولت را «جیره‌خوار» و دانشجویان دختری که پوشش مانتو دارند را «خراب» توصیف کرده بود. وی در سخنانش گفته بود: «اجرای قانون حجاب در کوچه و بازار و سواحل دریا مشکل است. دولت باید اجرای این قانون را ابتدا از جیره خوارها و حقوق بگیران خود آغاز کند. دولت باید از آنهایی که انتهای ماه از او حقوق می‌گیرند این قانون را آغاز کند و این افراد را ملزم به رعایت حجاب اسلامی نماید. چرا دختران دانشجویی که می‌خواهند درس بخوانند بعد از ورود به دانشگاه چادر خود را برمی‌دارند و خراب می‌شوند. دانشجویان در دانشگاه نمره می‌خواهند و برای کسب این نمره هر صحبتی را گوش می‌دهند، لذا می‌توان به آن‌ها این تذکر را داد که چنانچه حجابشان را رعایت کردند، این اجرای قانون در نمره و انضباط آن‌ها تأثیرگذار است. با این شرایط مسلماً آن‌ها حجاب را رعایت می‌کنند.»

شیوه جنگ روانی علیه نظام
وی در مورد دشمنانی که از شیوه جنگ روانی علیه نظام استفاده می‌کنند معتقد است که آن‌ها بروند مثنوی را بخوانند و ماجرای کدو را فراموش نکنند.
برتری خمینی از پیامبران بنی‌اسرائیلاحمد جنتی با بیان اینکه خدا امام خمینی را مبعوث کرد گفت: «البته اسم ایشان را نمی‌توانیم پیامبر یا امام معصوم بگذاریم، اما او از انبیاء بنی‌اسرائیل بالاتر است؛ البته در این باره حدیث داریم، والا من جرأت نمی‌کردم این را بگویم.»
حسن روحانی باید عذر خواهی کند
چند روز پس از خروج آمریکا از برجام احمد جنتی در اظهار نظری جنجالی درخواست کرد که حسن روحانی رئیس‌جمهور دولت یازدهم و دولت دوازدهم به دلیل خسارت‌های وارده برجام از مردم ایران عذر خواهی کند. این سخنان باعث واکنش افراد مختلفی شد. علی مطهری نائب رئیس مجلس شورای اسلامی ایران طی نامه ای به احمد جنتی نوشت: تعیین تکلیف در امور مجلس و ریاست جمهوری از وظایف خبرگان رهبری نیست.

## تصویر عمومی
موضوع سلامتی و طول عمر احمد جنتی دستاویز لطیفه‌های سیاسی در ایران است. بسیاری از مردم، حداقل یک بار پیامکی مربوط به سن او دریافت کرده‌اند. کاربران اینترنتی به جنتی لقب «نمیرالمومنین» داده‌اند. احمد جنتی در بسیاری از پویانمایی‌ها و لطیفه‌ها، عمری به قدمت کره زمین دارد و تصاویری از وی در کنار دایناسورها، آدم و حوا، نوح، عیسی، موسی، ادیسون، ناپلئون و… منتشر شده است. کاربرد لطیفه در این زمینه تا حدی است که حتی نخبگان و فرهیختگان و سیاسیون نیز گاهی به آن می‌پردازند، به هر حال گفته می‌شود که این لطیفه‌ها «هیچ تأثیری در روحیه، رفتار و مواضع» او ایجاد ننموده است.

### واکنش جنتی به لطیفه‌ها
جنتی در گفتگو با نهاد ستاد نماز جمعه تهران به این لطیفه‌ها واکنش نشان داد و اظهار داشت: «اگر کسانی که تخریب می‌کنند حزب‌اللهی و نماز شب خوان باشند، آدم باید در خودش شک کند. اما اگر افراد بی‌مبالات تخریب می‌کنند، این مایهٔ خوشحالی است؛ انسان از مذمت افراد صالح باید برای خود نگران شود.» شیخ جعفر شجونی در این‌باره گفته است که جنتی از لطیفه‌هایی که برایش ساخته می‌شود ناراحت نمی‌شود. وی راز طول عمر خود را در این می‌داند که به‌طور مرتب ورزش می‌کند و هفته‌ای دو روز شنا می‌کند. همچنین جنتی تبعیت از خمینی و خامنه‌ای را «راز ماندگاری ۳۵ ساله» اش در شورای نگهبان می‌داند.